# Herbert Müller (landhockeyspelare)
Herbert Müller, född 2 augusti 1904 i Friedeberg, död 9 december 1966, var en tysk landhockeyspelare.
Müller blev olympisk bronsmedaljör i landhockey vid sommarspelen 1928 i Amsterdam.